# AEK Athènes (handball)
Pour les articles homonymes, voir AEK Athènes.
La  section handball de l'AEK Athènes est un club de handball, situé à Athènes en Grèce.

## Palmarès
Compétition internationales
- Coupe Challenge / Européenne (1):
  - Vainqueur en 2021
  - Finaliste en 2018 et 2025

Compétition nationales
- Championnat de Grèce
  - Vainqueur (5) : 2011, 2013, 2020, 2021, 2023
  - Deuxième (4) : 2012, 2014, 2018, 2019
- Coupe de Grèce
  - Vainqueur (4) : 2009, 2013, 2014, 2021
  - Finaliste (5) : 2011, 2012, 2015, 2019, 2020

## Effectif actuel
L'effectif pour la saison 2024-2025 est, :
| Gardiens de but - 12 Yann Genty - 14 Dan Tepper - 16 Mohamed Amine Ben Cheikh Ailiers gauches - 09 Adama Keïta - 34 Souleimany Touré - 77 Armando Sina Ailiers droits - 02 Evangelos Arampatzis - 07 Viktor Vlastos Pivots - 08 Erik Schmidt - 15 Petar Lulić | Arrières gauches - 05 Gilberto Duarte - 25 Dylan Garain - 68 Arthur Muller Demi-centre - 04 Mario Matic - 11 Dimitrios Panagiotou - 23 Wilson Davyes - 76 Lukas Szukielowicz Arrières droits - 22 Alexandros Koukoulas Entraîneur - Frédéric Bougeant |

## Parcours européen
| Saison    | Compétition              | Tour     | Adversaire               | Scores              | Scores              | Scores              |
| Saison    | Compétition              | Tour     | Adversaire               | Dom.                | Ext.                | Total               |
| --------- | ------------------------ | -------- | ------------------------ | ------------------- | ------------------- | ------------------- |
| 2007-2008 | Coupe de l'EHF (C3)      | 2e tour  | Dinamo Bucarest          | 30-29               | 22-361              | 52-65               |
| 2009-2010 | Coupe de l'EHF (C3)      | 3e tour  | Izmir BSB SK             | 24-291              | 22-22               | 46-51               |
| 2010-2011 | Coupe Challenge (C4)     | 3e tour  | SKA Minsk                | 31-251              | 27-32               | 58-57               |
| 2010-2011 | Coupe Challenge (C4)     | 1/8      | Sporting CP              | 32-27               | 23-271              | 55-54               |
| 2010-2011 | Coupe Challenge (C4)     | 1/4      | Partizan Belgrade        | 23-24               | 22-281              | 45-52               |
| 2011-2012 | Ligue des champions (C1) | Qualif.  | Partizan Belgrade        | 25-26               | 25-26               | 4e                  |
| 2011-2012 | Ligue des champions (C1) | Qualif.  | Tatran Presov            | 23-40               | 23-40               | 4e                  |
| 2011-2012 | Coupe de l'EHF (C3)      | 2e tour  | Limburg Lions            | 25-271              | 24-26               | 49-53               |
| 2012-2013 | Coupe de l'EHF (C3)      | 1er tour | AC Diomidis Argous       | 29-30               | 18-301              | 47-60               |
| 2013-2014 | Ligue des champions (C1) | Qualif.  | HC Dinamo Minsk          | 21-25               | 21-25               | 3e                  |
| 2013-2014 | Ligue des champions (C1) | Qualif.  | Beşiktaş JK              | 34-30               | 34-30               | 3e                  |
| 2013-2014 | Coupe de l'EHF (C3)      | 3e tour  | Lugi HF                  | 22-241              | 23-25               | 45-49               |
| 2015-2016 | Coupe Challenge (C4)     | 3e tour  | AS Fílippos Véria        | 34-361              | 22-32               | 56-68               |
| 2017-2018 | Coupe Challenge (C4)     | 3e tour  | London GD                | 41-21               | 40-161              | 81-37               |
| 2017-2018 | Coupe Challenge (C4)     | 1/8      | Göztepe SK               | 32-23               | 25-291              | 57-52               |
| 2017-2018 | Coupe Challenge (C4)     | 1/4      | Berchem HC               | 32-251              | 32-18               | 64-43               |
| 2017-2018 | Coupe Challenge (C4)     | 1/2      | AM Madeira Andebol SAD   | 23-23               | 29-211              | 52-44               |
| 2017-2018 | Coupe Challenge (C4)     | Finale   | AHC Potaissa Turda       | 27-26               | 22-331              | 49-59               |
| 2018-2019 | Coupe Challenge (C4)     | 3e tour  | Bregenz Handball         | 29-251              | 20-18               | 49-43               |
| 2018-2019 | Coupe Challenge (C4)     | 1/8      | Ramat Hashron            | 35-25               | 34-281              | 69-53               |
| 2018-2019 | Coupe Challenge (C4)     | 1/4      | Dinamo Viktor Stavropol  | 30-24               | 21-251              | 51-49               |
| 2018-2019 | Coupe Challenge (C4)     | 1/2      | AM Madeira Andebol SAD   | 22-30               | 22-271              | 44-57               |
| 2019-2020 | Coupe Challenge (C4)     | 3e tour  | HC Vogošća Poljine Hills | 41-22               | 33-27               | 74-49               |
| 2019-2020 | Coupe Challenge (C4)     | 1/8      | Drammen HK               | 33-31               | 27-27               | 60-58               |
| 2019-2020 | Coupe Challenge (C4)     | 1/4      | AHC Potaissa Turda       | compétition arrêtée | compétition arrêtée | compétition arrêtée |
| 2020-2021 | Coupe européenne (C4)    | 3e tour  | KH Prishtina             | 37-19               | 41-8                | 78-25               |
| 2020-2021 | Coupe européenne (C4)    | 1/8      | CSM Bucarest             | 29-23               | 28-23               | 52-51               |
| 2020-2021 | Coupe européenne (C4)    | 1/4      | Saint-Pétersbourg HC     | 29-27               | 30-21               | 59-48               |
| 2020-2021 | Coupe européenne (C4)    | 1/2      | Gorenje Velenje          | 31-29               | 31-31               | 62-60               |
| 2020-2021 | Coupe européenne (C4)    | Finale   | Ystads IF                | 30-26               | 20-24               | 54-46               |
| 2021-2022 | Ligue européenne (C3)    | Groupe   | Tatabánya KC             | 34-26               | 25-24               | 5e                  |
| 2021-2022 | Ligue européenne (C3)    | Groupe   | USAM Nîmes Gard          | 34-30               | 26-27               | 5e                  |
| 2021-2022 | Ligue européenne (C3)    | Groupe   | RK Eurofarm Pelister     | 27-30               | 30-19               | 5e                  |
| 2021-2022 | Ligue européenne (C3)    | Groupe   | Sporting CP              | 25-24               | 31-30               | 5e                  |
| 2021-2022 | Ligue européenne (C3)    | Groupe   | Kadetten Schaffhouse     | 28-31               | 30-26               | 5e                  |